# Novembre (Band)
Novembre ist eine italienische Gothic-Metal-Band aus Rom.

## Geschichte
Gegründet wurde sie 1990 unter dem Namen „Catacomb“ von den Brüdern Carmelo (Gesang, Gitarre) und Giuseppe Orlando (Schlagzeug). 1991 erschien das Demo Unreal, gefolgt von der 7’’ Return of the Ark. Kurz darauf änderten sie ihren Namen in Novembre.
1994 nahm Novembre ihr Debütalbum Wish I Could Dream It Again in Dan Swanös Unisound Studios auf. Zwei Jahre später erschien Arte Novecento. Auf dem Album ist auch eine Coverversion des Songs Stripped von Depeche Mode enthalten. 1997 stieg Massimiliano Paglius als zweiter Gitarrist ein. Bis dahin veröffentlichte die Gruppe ihre Alben auf dem italienischen Independent-Label Polyphemus Records, doch für ihr drittes Album Classica kann die Gruppe einen Vertrag mit Century Media aushandeln. Das Mastering übernahm Andy Laroque (King Diamond, Evergrey). Im Anschluss tourte die Gruppe mit Witchery, Moonspell und Kreator und traten auf dem Wave-Gotik-Treffen 2000 und 2001 auf.
2001 erschien Novembrine Waltz. Als Produzent arbeitete Novembre mit Terje Refnes zusammen, der schon Bands wie Tristania und Sins of Thy Beloved produziert hatte. Das 2002 folgende Dreams d'Azur war eine Neuauflage des mittlerweile vergriffenen Debütalbums. Die Lieder wurden zu diesem Zweck neu eingespielt. Anschließend folgte ein Labelwechsel zu Peaceville. Das erste Album für das neue Label war Materia (2006). Darauf folgte eine Tour mit Katatonia. Als Single wurde Memoria Stoica ausgekoppelt.
2007 erschien The Blue. Im Vorfeld übernahm Luca Giovagnoli den Bass. Produziert wurde das Album von Produzent Mikko Karmila (Nightwish, Sentenced, Amorphis). Die Gruppe spielte auf dem Summer Breeze und tourte im Vorprogramm von Within Temptation.

## Stil
War das Vorgängerprojekt Catacomb noch klassischer Death Metal mit Doom-Einschlag, änderte sich ab der Namensänderung der Musikstil hin zum Gothic Metal mit relativ klarem Gesang. 

## Diskografie
Als Catacomb:
- 1991: Catacomb (Demo, MC, Eigenvertrieb)
- 1991: Unreal (Demo, MC, Eigenvertrieb)
- 1993: The Return of the Ark (EP, 7"-Vinyl, Sacra Sindone)

Als Novembre:
- 1994: Wish I Could Dream It Again… (Album, CD/MC, Polyphemus Records)
- 1997: Arte Novecento (Album, CD, Polyphemus Records)
- 2000: Classica (Album, CD, Century Media Records; MC, Metal Mind Productions)
- 2001: Borknagar/Novembre (Split-EP mit Borknagar, CD, Century Media Records)
- 2001: Novembrine Waltz (Album, CD/CDR, Century Media Records)
- 2002: Dreams d'Azur (Album, CD, Century Media Records) Wiederveröffentlichung von Wish I Could Dream It Again...
- 2006: Materia (Album, CD/2xLP, Peaceville Records)
- 2006: Memoria Stoica (EP, AAC/FLAC/MP3, Peaceville Records)
- 2007: The Blue (Album, CD, Peaceville Records)
- 2016: Ursa (Album, CD/CDR/2xLP, Peaceville Records)
- 2016: Annoluce (EP, CD, Peaceville Records)

Beiträge auf Kompilationen (Auswahl):
- 1994: Neanderthal Sands auf Noise Pollution (MC, Terrorizer)
- 1999: Cold Blue Steel auf Serial Thriller Vol. V Special Edition! (CD, Century Media Records)
- 2001: Distances auf Psychosonic! Volume 29 (CD, Psycho!)
- 2002: Venezia Dismal auf Beauty In Darkness Vol. 6 (CD, Nuclear Blast)
- 2006: Aquamarine auf Rock Sound Volume 98 (CD, Rock Sound)